# Iltjärnen (Sävars socken, Västerbotten)
Iltjärnen är en sjö i Umeå kommun i Västerbotten och ingår i Sävaråns huvudavrinningsområde.